# Getsu Fūma
Getsu Fūma es un personaje de videojuegos que apareció como el protagonista del juego Getsu Fūma Den, del año 1987 para Famicom y la secuela Getsu Fūma Den: Undying Moon. Pese a que no se han hecho secuelas de este título, la compañía Konami ha hecho reaparecer al personaje en varios juegos, las más notables son su inclusión como personaje jugable en dos juegos de la saga Konami Wai Wai y en Castlevania: Harmony of Despair

## Información general
Getsu Fūma es un personaje inspirado por la leyenda del ninja Fūma Kotarō, que existió en la realidad. Es un poderoso guerrero perteneciente al clan Fūma que vive en el Japón del siglo XVI, conocido como el período Sengoku. En esta época resucita el poderoso demonio Ryu Kokki, y dos de los hermanos Fūma se dirigen a derrotarlo, pero son asesinados por el maligno y pierden sus poderosas espadas hadoken. Getsu Fūma se convierte en el único sobreviviente del clan y se dirige al infierno a derrotar al poderoso Ryu Kokki para salvar al mundo y vengar la muerte de sus hermanos.
Fuma reaparece en un papel menor en Getsu Fūma Den: Undying Moon, que tiene lugar un milenio después del primer juego. Se encuentra al final del campo de batalla antiguo, en la entrada de Cocytus, el área final del juego.
Según el libro de arte digital que viene con el juego, cuando Fuma no pudo regresar del Infierno, el segundo líder Getsu también descendió allí en su búsqueda; sin embargo, Fuma se negó a enviar su alma de regreso a la finca para asegurarse de que el sello de Cocytus permaneciera intacto; así que permaneció allí, vigilante, durante todo un milenio.
Se da a entender que Rando, en su búsqueda por convertirse en el líder del clan, intentó tomar la katana Hadou de los dedos petrificados de Fuma y que fue este acto lo que debilitó y finalmente rompió el sello, desatando el cataclismo actual y liberando a Ryukotsuki y otros habitantes. del inframundo.

## Atributos y habilidades
Fūma es un guerrero con fuerza y velocidad sobrehumanas. Tiene 19 años, una estatura de 1,80 m y pesa 75 kg. Su principal arma de combate es la espada, también puede adquirir armas secundarias tras comprarlas en las tiendas. En los videojuegos posee las siguientes habilidades:
- Movimientos básicos: Los movimientos básicos de Fūma son correr rápidamente, saltar a gran altura y atacar con el arma.

- Espada: Es el arma principal de Fūma, sirve para atacar y destruir a los demonios del infierno. Más adelante puede conseguir una segunda espada con la capacidad de romper las rocas.

- Espada hadoken: El arma perdida de los hermanos de Getsu Fūma, que debe recuperar de los demonios. Tiene la habilidad de disparar ondas de energía.

- Armadura: Aparece como un ítem que vuelve al personaje invencible por un tiempo limitado.

- Explosivos: Explosivos que se pueden arrojar lejos y causan una dañina explosión de fuego.

- Moneda mágica: Crea bolas de fuego que rodean a Fūma para protegerlo de ataques enemigos por tiempo limitado.

- Shuriken: Arroja tres estrellas ninja hacia delante en distintas direcciones.

- Trompo: Otorga a Fūma la habilidad de dar saltos con giro para destruir a los enemigos.

- Tambor de guerra: Al tocar el tambor estallan unos caracteres japoneses que acaban al instante con los enemigos.

## Apariciones en videojuegos
- Getsu Fūma Den (1987 - Famicom): Fūma protagoniza este original juego de aventura de acción en donde debe recorrer el vasto infierno en busca del demonio Ryo Kokki. El juego sigue una estructura no lineal en donde Fūma recorre un laberíntico mapa en donde aparecen niveles cortos que se juegan estilo plataformas de vista lateral y también hay negocios para comprar ítems. Además hay niveles tipo calabozo 3D, vistos en tercera persona, con Fūma de espaldas a la pantalla, basados en explorar un laberinto y pelear con los monstruos que salen.[1]

- Konami Wai Wai World (1988 - Famicom): Un videojuego de plataformas lateral en donde se puede escoger como protagonista entre ocho personajes de Konami. Fūma es uno de los personajes controlables, su ataque principal es la espada y su ataque secundario es el triple shuriken. Se destaca por tener la habilidad de usar su espada para romper las rocas que bloquean partes de algunos niveles.[2]

- Konami Wai Wai World 2: SOS!! Paseri Jou (1990 - Famicom): La secuela del anterior, esta vez el protagonista es un androide llamado Rickle que puede transformarse en tres personajes distintos de Konami por tiempo limitado a elección del jugador. Getsu Fūma es uno de los personajes seleccionables, su único ataque es la espada, que tiene la capacidad de romper las rocas en ciertos niveles. Se destaca por tener el ataque más corto pero también el más poderoso, resultando muy útil para acabar rápidamente con los jefes grandes. Al igual que los demás personajes, aparece representado con un estilo Super-Deformed.[3]

- Yu-Gi-Oh! 7 Trials to Glory: World Championship Tournament 2005 (2004 - GBA): La primera vez, Getsu Fuhma fue el nombre del personaje de mismo nombre de Konami, se aparece como la carta desbloqueada en el password.

- Yu-Gi-Oh! GX: Duel Academy (2005 - GBA): La segunda vez, Getsu Fuhma fue el nombre del personaje de mismo nombre de Konami, se aparece como la carta desbloqueada en el password.

- Yu-Gi-Oh! Ultimate Masters: World Championship 2006 (2006 - GBA): La tercera vez se cambia el nombre del personaje de mismo nombre de Konami, y se aparece como la carta desbloqueada en el password.

- Yu-Gi-Oh! GX Tag Force (2006 - PSP): La cuarta vez se cambia el nombre del personaje de mismo nombre de Konami, Mindy usa la carta.

- Castlevania: Harmony of Despair (2010 - Xbox 360, PlayStation 3): Este es un videojuego de plataformas lateral cooperativo que reúne a numerosos personajes y escenarios de distintos juegos de la saga Castlevania. Getsu Fūma aparece como un personaje jugable oculto descargable. Curiosamente y a modo de homenaje, se lo ha mantenido en su clásico sprite de 8-bits por lo que tiene el mismo aspecto que en el juego original. También se puede descargar un nivel con los mismos gráficos del juego Getsu Fūma Den.[4]

- Otomedius Excellent (2011 - Xbox 360): Fūma hace una aparición especial como enemigo. En el nivel "EX Stage 1", en una parte comienza a sonar el tema clásico de Getsu Fūma Den y un ejército de Getsu Fūmas aparecen como enemigos atacando con la espada y con el tambor de guerra al jugador. Fūma aparece en su clásico sprite de 8-bits.[5]

- Monster Retsuden ORECA BATTLE (2012 - Arcade): Un Arcade japonés de batalla de monstruos estilo RPG, en donde el jugador introduce trading-cards de monstruos para hacerlos pelear. Uno de los monstruos incluidos es el Getsu Fuuma, este es un guerrero legendario que tiene su espada y armadura clásicas.[6]

- Yu-Gi-Oh! Duel Links (2018 - iOS, Android):

- Pixel Puzzle Collection (2018 - iOS, Android):

- Yu-Gi-Oh! Master Duel (2022):

- Getsu Fūma Den: Undying Moon (2022 - Nintendo Switch, Steam):